# Župnija Leše
Župnija Leše je bila rimskokatoliška teritorialna župnija dekanije Tržič nadškofije Ljubljana. S 1. januarjem 2020 je bila župnija pridružena Župniji Tržič - Bistrica.